# Limenitis wilhelmina
Limenitis wilhelmina är en fjärilsart som beskrevs av Hans Fruhstorfer 1938. Limenitis wilhelmina ingår i släktet Limenitis och familjen praktfjärilar. Inga underarter finns listade i Catalogue of Life.